# Megachile butteli
Megachile butteli là một loài Hymenoptera trong họ Megachilidae. Loài này được Friese mô tả khoa học năm 1918.